# 자라 바겐크네히트 동맹
자라 바겐크네히트 동맹(Bündnis Sahra Wagenknecht, BSW) 또는 동맹 자라 바겐크네히트는 자라 바겐크네히트의 주도로 좌파당에서 2023년 갈라진 독일의 좌익 포퓰리즘 정치 단체이며, 2024년 1월 정당으로 창당되었다. 좌파당 분당으로 좌파당 의석이 5%에 미달되어 독일 연방의회 교섭단체(Fraktion) 지위를 잃었다. 현재 자라 바겐크네히트를 포함한 독일 연방의회 의석 10석을 보유중이다.

## 같이 보기
- 독일의 정당 목록